# Ilwaco (Washington)
Ilwaco est une ville américaine située dans le comté de Pacific, dans l'État de Washington. Selon le recensement de 2010, sa population est de 936 habitants. Elle est passée à 1 087 habitants au recensement de 2020.
La ville est située sur le bord sud de la péninsule de Long Beach, sur la côte nord de l'embouchure du fleuve Columbia. Elle se trouve face à ville d’Astoria dans l'Orégon, occupe la rive sud de l'embouchure du Columbia.